# Flora Caroliniana
Flora Caroliniana es un manuscrito de botánica que fue escrito por Thomas Walter en 1788, donde describe muchos de los especímenes que había reecolectado. Fue publicado en Londres con el nombre de Flora Caroliniana, secundum Systema vegetabilium Linnæi digesta, characteres essentiales naturalesve et differentias veras exhibens; cum emendationibus numerosis, descriptionum antea evulgatarum adumbrationes stirpium plus mille continens, necnon generibus novis non paucis, speciebus plurimis novisq. ornata. 

Hizo llegar a su amigo el botánico John Fraser (1750-1811) un manuscrito en latín describiendo más de 1000 especies (donde había más de 200 desconocidas hasta entonces) y 435 géneros (de los cuales 32 eran nuevos). Fraser entonces lo hizo publicar, bajo el título de Flora Caroliniana. Es la primera flora local de Norteamérica que utiliza la nomenclatura binomial linneana.